# Deinococcus radiodurans
A Deinococcus radiodurans é uma bactéria que consegue sobreviver muito bem à radiação ultravioleta do espaço, em ambientes extremamente frios e oxidativos, assim como severamente ionizados e a vácuo.
É conhecida como uma poliextremófila e está listada no Guinness Book como a bactéria mais resistente conhecida. Ela foi ainda exposta a testes contendo concentrações bastante altas de sulfato de magnésio e ácido sulfúrico, condições que são esperadas em Europa, satélite natural do planeta Júpiter, que faz parte do nosso sistema solar.

## Nome e classificação
O nome Deinococcus radiodurans tem deriva do Grego Antigo: δεινός (deinos) e κόκκος (kokkos) significa "grão terrível" e os termos em Latim, radius e durare, "sobrevivente à radiação".
Inicialmente, foi classificada como do gênero Micrococcus. No entanto, depois de estudos com seu DNA ribossômico, foi alocada no gênero atual, Deinococcus, cujos membros conhecidos (D. proteolyticus, D. radiopugnans, D. radiophilus, D. grandis, D. indicus, D. frigens, D. saxicola, D. marmoris, D. deserti, D. geothermalis e D. murrayi) são radiorresistentes..

## História
A D. radiodurans foi descoberta em 1956 por Arthur W. Anderson em Corvallis, Oregon. Eram realizados experimentos para determinar se comida enlatada podia ser esterilizada usando altas doses de radiação gama, que consistiam em expor um pedaço de carne a uma dose de radiação capaz de matar qualquer forma de vida então conhecida. No entanto, mesmo assim a carne estragou, o que possibilitou aos cientistas isolar a D. radiodurans.
A sequência completa do DNA da D. radiodurans foi publicada em 1999 pelo TIGR(The Institute for Genomic Research).
A bactéria Deinococcus radiodurans tem uma capacidade única de reparar suas fitas simples e duplas de DNA. Quando um dano nas fitas é aparente à célula, ela as transforma em uma estrutura anelar, na qual o DNA é reparado.

## Descrição
A D. radiodurans é uma bactéria relativamente grande e esférica, com diâmetro entre 1,5 e 3,5µm. Geralmente, é encontrada em grupos de 4 células grudadas, é facilmente cultivável e não é patogênica. Suas colônias tem coloração de rosa a vermelho. As células coram como Gram positivas, apesar de que seu envelope celular é incomum e possui resquícios evolutivos da parede celular de bactérias Gram negativas.
As bactérias não formam endosporos e são imóveis. São aeróbias obrigatórias e alimentam-se de compostos orgânicos, isso é, usam oxigênio para retirar energia de compostos no meio em que estão. Por isso, são frequentemente encontradas em habitats ricos em materiais orgânicos, como solo, fezes, carne e instrumentos médicos.
São extremamente resistentes a radiações ionizantes, luz ultravioleta, dessecação, oxidação e a agentes eletrófilos.
O genoma da D. radiodurans é composto por dois cromossomos circulares, com 2,65 milhões e 412 mil pares de pases, assim como um megapasmídeo e um plasmídeo com 177 mil e 46 mil pares de bases respectivamente. Há por volta de 3.195 genes. Na fase estacionária, cada célula bacteriana contém quatro cópias do genoma; quando estão na se multiplicando rapidamente, cada bactéria contém de 8 a 10 cópias do genoma.